# Manuel Sarabia (futebolista)
Manuel 'Manu' Sarabia López (Abanto Zierbena, 9 de janeiro de 1957) é um ex-futebolista e treinador espanhol, que atuava como atacante.

## Carreira
Manuel Sarabia fez parte do elenco da Seleção Espanhola de Futebol da Eurocopa de 1984.